# Romano dalla Chiesa
Romano dalla Chiesa (Parma, 24 aprile 1891 – Roma, 25 luglio 1978) è stato un generale italiano, vicecomandante generale dell'Arma dei Carabinieri, padre di Romolo, Carlo Alberto dalla Chiesa e Romeo Dalla Chiesa.

## Biografia
Nacque a Parma nel 1891 da Romeo dalla Chiesa e Savina Guareschi; si diplomò presso l'Istituto Tecnico locale. Appassionato di Jules Verne, di fede monarchica e veterano di guerra, fu una delle figure emergenti dell'epoca dei Carabinieri Reali.
Nel 1912 fu mandato a Bengasi durante la guerra italo-turca di conquista coloniale della Libia; durante i combattimenti venne ferito due volte in modo grave, ma sopravvisse. Tenente di fanteria all'inizio della prima guerra mondiale ottenne una medaglia di bronzo al valor militare. Durante il conflitto passò nell'Arma dei Carabinieri. Nel 1917 partecipò alle operazioni militari della campagna d'Albania: il suo corpo di spedizione ebbe il compito mantenere il possesso dello strategico porto di Valona minacciato dalle forze austro-ungariche e bulgare, e di avanzare; nell'agosto 1918, su pressione degli Imperi Centrali, i militari furono costretti a ritirarsi e arroccarsi in difesa nell'area formata da Valona, Fier e Berat. In quella campagna ottenne una Croce di Guerra al Valor Militare.
Nel 1919 si sposò con la piacentina Maria Laura Bergonzi (1897-1986).
Negli anni venti partecipò in Sicilia alle campagne del Prefetto Cesare Mori contro Cosa nostra. Nel 1930, con il grado di maggiore, era comandante provinciale CC di Agrigento.
Prese parte alla seconda guerra mondiale, dove ottenne il grado di colonnello. Comandante della Legione Carabinieri di Bari, il 12 settembre 1943, all'indomani dell'armistizio, il Re Vittorio Emanuele III e il governo provvisorio arrivati a Brindisi lo preposero al Comando dei Carabinieri Reali dell'Italia Meridionale, con giurisdizione sulle tre regioni libere (Puglia, Basilicata e Calabria) fino al 15 novembre, quando cedette il comando al generale Giuseppe Pièche. Con la fine della guerra fu promosso generale di brigata.
Nominato generale di divisione, massimo grado raggiungibile allora per un ufficiale dell'Arma, fu vicecomandante generale dei Carabinieri dal 1º marzo al 23 maggio 1955.

## Vita privata
Ebbe tre figli: Carlo Alberto (1920), generale dei carabinieri e prefetto; Romolo (1921), anch'egli futuro generale dei carabinieri; Romeo (nato a Livorno il 15 ottobre 1924), futuro dirigente di banca.